# عملية جسر الشغور يونيو 2011
وقعت مجزرة جسر الشغور 2011 جراء هجوم جماعات مسلحة على مركز أمني في مدينة جسر الشغور إبان سلسلة من الاحتجاجات التي تجري في سوريا، وقتلوا نحو 80 عنصراً من عناصر الشرطة، كما قتل نحو أربعين آخرين منهم في كمين. وشككت المعارضة السورية والخارجية الفرنسية في رواية الحكومة وقالت إن الما ثبت لديها من شهادات الأهالي أن فرقة للجيش وصلت إلى المنطقة في الصباح ثم تبعتها وحدة أخرى بعد الظهر لاحتواء فرار الجنود ووصف عدد القتلى بالمتضارب. كما أوقفت تركيا عددا من سيارات الإسعاف على الحدود لإجلاء المصابين من جسر الشغور. بعد ذلك عمت الاحتجاجات مدينة ادلب اثر وقوع قتلى على يد الجيش السوري في مدينة جسر الشغور وتتالت الأحداث حتى تاريخ 10/3/2012 حيث اقتحم الجيش السوري مدينة ادلب باكثر من 4000 آلاف جندي و60 دبابة وأكثر من 30 مدرعة حيث لقي مقاومة شرسة من رجال واهالي المدية الذين كانو يعارضون حكم الرئيس بشار الاسد وبعد قتال دام ثلاثة أيام وادلب ترزح تحت القصف تمكن الجيش من دخول المدية بعد ماقرر المقاتلين الخروج من المدينة حفاظا على ارواح سكانها ويذكر انه استشهد أكثر من 147 شخص من أبناء المدينة اثناء الاقتحام وأكثر من 683بعد دخول الجيش اثر حملة اعتقالات وأكثر من 1760شخص بين سجين ومفقود ويذكر ان ادلب تعد من أهم المدن المعارضة لحكم الرئس السابق حافظ الاسد حيث نالها نصيب وافر من ماعرف باحداث الثمانينات وتبقى شرق العاصي تحت سيطرة حركة احرار سوريا القرى مسيطرة عليها هم دركوش و جانودية ودانا وسرمدا الحدود وهتيه وخربة الجوز حتى سقوط نظام تاريخ 8/12/2024 احد ابناء جسر الشغور شاهد عيان

## الخلفية
خرجت أوَّل مظاهرة بمدينة جسر الشغور في غرب محافظة إدلب في يوم الإثنين 1 أبريل، في مسيرة كبيرة بمشاركة زهاء 1,000 محتج طالبت بإسقاط الحكومة.

## حملة يونيو ويوليو

### أحداث جسر الشغور
(3 - 9 يونيو)
في 3 يونيو تظاهر المئات في مدينة جسر الشغور مطالبين بإسقاط الحكومة، ففتحت عليهم قوات الأمن النار وأردت ثلاثة منهم قتلى. وفي يوم السبت التالي، خرجَ متظاهرون مُجدداً لتشييع هؤلاء القتلى، لكن إطلاق النار تجدَّد عليهم موقعاً 10 قتلى. وفي يوم الأحد 5 يونيو حاصرت قوات الأمن المدينة وقراها، كما استُخدمت المروحيات العسكرية في إطلاق النار من الجوّ، وأدت هذه العمليات إلى سُقوط 28 قتيلاً جدد من المدنيين، وبذلك ارتفعَ إجمالي قتلى الحملة على المدينة إلى 38 قتيلاً وفق المرصد السوري لحقوق الإنسان، بينهم 8 قتلى من رجال الأمن.
في يوم الإثنين 6 يونيو تعرَّضت المراكز الأمنية الحكومة ية في مدينة جسر الشغور لهجمات عنيفة من طرف مسلحين مجهولين قالت الحكومة عنهم أنهم عصابات إرهابية كانت تقوم بترويع المُواطنين، واستُخدمت في الهجمات الأسلحة المتوسطة والرشاشات وقاذفات الصواريخ والقنابل اليدوية، وقد أدت هذه الهجمات إلى مقتل أكثر من 100 من أفراد قوات الأمن بالمدينة، وخلال قدوم تعزيزات أمنية لمساندة هذه القوات من خارج المدينة تعرَّضت لكمين أوقع المزيد من القتلى، فبلغَ إجمالي عدد قتلى أفراد الأمن في ذلك اليوم زهاء 120 قتيلاً. وفي اليوم التالي أعلنَ المقدَّم المنشق عن الجيش السوري حسين هرموش مسؤوليته وبعض المنشفقين معه عن تلك الأحداث، التي قال أنهم نفَّذوها حماية لأهالي المدينة من قوات الحكومة. وبعدَ ذلك بفترة أسَّس حركة تنظيمية لمنشقي الجيش هي حركة الضباط الأحرار، والتي تمركزَ وُجودها وعملياتها في محافظة إدلب.
وبعد هذه الأحداث بدأت تعزيزات أمنية وعسكرية بالتدفق في اليوم التالي إلى المدينة قادمة من أنحاء مختلفة من سوريا، مما أوحى باستعداد الحكومة لاحتواء مقاومة المنشقين وأثار مخاوف بتعرض الأهالي لمجزرة، ودعى ناشطون أهالي القرى المحيطة إلى إغلاق الطرقات لإعاقة تقدم هذه القوات. كما شهدَ اليوم ذاته بدأ تدفق أول اللاجئين السوريين إلى تركيا عبر الحدود القريبة من جسر الشغور، حيث عبرها 35 شخصاً في ذلك اليوم معظمهم جرحى كانوا ذاهبين للعلاج، غير أن أحدهم توفيَّ خلال عبوره الحدود. وبعبور هؤلاء، بلغَ إجمالي عدد اللاجئين السوريين في تركيا منذ شهر مايو حوالي 260 لاجئاً.
في يوم الأربعاء 8 يونيو بدأ الجيش بالتحرك كجدداً وأخذ بالتقدم نحو مدينة جسر الشغور وإرسال التعزيزات إليها، وإثر ذلك قامَ عددٌ من أهالي المدن المحيطة بجسر الشغور مثل معرة النعمان وخان شيخون ومورك وسراقب بإغلاق الطرق بها منعاً لقوات الجيش من التقدم نحو المدينة. وقد بلغت بعض القوات العسكرية مسافة 15 كيلومتراً فحسب من جسر الشغور، مما دفعَ الكثير من السكان إلى مُتابعة النزوح باتجاه تركيا والمدن المُجاورة، وقد بلغَ عدد النازحين إلى تركيا يوم الأربعاء زهاء 600 شخص، فيما باتت مدينة جسر الشغور نفسها مهجورة ومقفرة، وعلى الرغم من عبور هؤلاء الحدود بصورة غير قانونية، إلا أن رجب طيب أردوغان أعلنَ أن بلاده لن تُغلق الطريق أمام النازحين. وأما جسر الشغور نفسها فقد استمرَّ حصارها وقراها مع قطع الكهرباء عنها، وانتشار للقناصة وقوى الأمن داخلها. وأيضاً خلال يوم الأربعاء خرجت مُظاهرات في مدينة سراقب، فانضمَّ بعض جنود الجيش إلى المُتظاهرين فصعد هؤلاء الدبابات وأخذوا يحتفلون فوقها، مما دفع قوَّات الأمن إلى إطلاق النار بشكل عشوائيٍّ مُسقطة 12 قتيلاً. ولاحقاً شيَّعَ الأهالي أولئك القتلى في يوم الخميس 9 يونيو وبدؤوا عصياناً مدنياً كاملاً في المدينة، كما شهدت المدينة في الليل مُظاهرات مسائية أطلقت عليها قوات الأمن النار مُجدداً، فسقط قتيل آخر. وفي يوم الخميس أيضاً حاصرَ الجيش مدينة جديدة في ريف إدلب هيَ بنش، ودخلتها قوات منه بعد ذلك.
من جهة أخرى، استمرَّ تدفق اللاجئين إلى تركيا في يوم الخميس، حتى بلغَ عددهم في 24 ساعة 1050 نازحاً، فيما بلغ الإجمالي 2,400 نازح. وأما جسر الشغور نفسها، فقد بدأت الحواجز الأمنية بالانتشار في القرى المحيطة بها، مما اعتبر استعداداً للحملة الأمنية والعسكرية التي ستُشن على المنطقة خلال يومين، كما ألغيت الامتحانات الثانوية والمتوسطة في المدينة رسمياً نتيجة للأحداث فيها.

### أحداث معرة النعمان
(9 - 15 يونيو)
في صباح يوم الجمعة 10 يونيو احتشدَ آلاف المتظاهرين في مدينة معرة النعمان تحتَ شعار «جمعة العشائر» مُطالبين بإسقاط الحكومة. وإثر ذلك فتحت عليهم قوات الأمن النار وأردت منهم خمسة قتلى، فتفرَّق المُتظاهرون واختبئوا تحت الجسور وفي المنازل والحقول المُجاورة هرباً من إطلاق النار. وبعدها جاءت خمس مروحيات عسكرية على الأقل وأخذت بالتلحيق في سماء المدينة وإطلاق النار بها، مما جعلَ شوارعها خالية لساعات لخوف الناس من الخروج من المنازل بسبب إطلاق النار. وقد أدت هذه الأحداث بالمُجمل إلى سُقوط 11 قتيلاً في المدينة. واحتجاجاً عليها، أعلنَ 9 أعضاء في حزب البعث السوري استقالتهم باليوم ذاته. ومنذ هذه الأحداث، أنشأ الجيش الحكومة ي معسكراً له في منطقة وادي الضيف الواقعة شرق المعرة بثلاثة كيلومترات، وأنشأ الكثير من الحواجز والمعسكرات على طول ريفها لمنع زحف المظاهرات إليها من القرى المجاورة كما في الماضي، بما في ذلك قرى تلمنس وجرجناز ومعرشورين والغدفة ومعرشمارين شرقاً وكفرومة وكفرنبل غرباً.
وأما في جسر الشغور، فقد حاصرت 14 دبابة المدينة، ونزح جميع السكان إلى المناطق المجاورة، ولم يَبقى في المدينة إلا أولئك الذين لا يَملكون وسائل نقل تمكنهم من المُغادرة. وقد بدأ الجيش حملة على مُجمل المنطقة في اليوم نفسه، فانطلق من منطقة سهل الغاب في ريف حماة وشمالاً نحو جبل الزاوية وقرية المسطومة وسطَ إطلاق نار كثيف. وفي اليوم ذاته انتقلت العمليَّات العسكرية إلى مدينة أريحا، وشملت العمليات إطلاق نار عشوائي في الشوارع وعدة اعتقالات ومداهمات وتخريب للممتلكات انتهت بمقتل 4 أشخاص على الأقل. كما بدأت قوات الجيش في ريف إدلب بالزحف مجدداً نحوَ جسر الشغور، وخلال ذلك أحرقت العديد من المحاصيل الزراعية في القرى المحيطة، وعندما بلغ الجيش مدينة الجسر نفسها بدأ بحصارها وشن حملات اعتقالات على أطرافها ثم أخذ بقصفها مُستخدماً الآليات العسكرية. وفي ذلك الوقت امتدَّ القصف والعمليات العسكرية إلى العديد من القرى المُجاورة، مثل أورم الجوز ومحمبل والسرمينية والسلمانية وغانية (وتعرَّضت أول اثنتين إلى قصف جويٍّ أيضاً)، بالإضافة إلى اعتقالات في عدة قرى أخرى منها الزيارة والقرقورة والسرمانية. وفي نهاية الأمر قطعت كافة الاتصالات عن غالبية منطقة جبل الزاوية، واقتحمت بلدة جديدة هيَ تلمنس. لكن سرعان ما عادَ الهدوء إلى المنطقة في لمساء.
عادت العمليات إلى أريحا والقصف الشديد إلى جسر الشغور في صباح السبت 11 يونيو، والأمر ذاته في يوم الأحد 12 يونيو، حيث تمكنت القوات الحكومة ية في ذلك اليوم من استعادة السيطرة أخيراً على مدينة جسر الشغور بعد عشرة أيام من الصِّراع، وفي اليوم التالي لذلك بدأت قوات الأمن حملات اعتقالات عشوائية طالت المئات في ريف المدينة لقمع الاحتجاجات. لكن في يوم الثلاثاء 14 يونيو انتقلت العمليات العسكرية إلى مدينة أريحا (التي لا زالت الكهرباء والاتصالات مقطوعة عنها)، وأدَّى إطلاق النار العشوائي بها إلى مقتل 6 أشخاص.

### عمليات الحدود التركية
(15 - 26 يونيو)
منذ يوم الخميس 16 يونيو بدأ الجيش حملة جديدة في ريف جسر الشغور تركزت على البلدات الحدوديَّة مع تركيا، وافتتحَ هذه الحملة بهجوم على مدينة الجسر نفسها في صباح الخميس عندما دخلتها قوات من الجيش ونشرت فيها الآليات العسكرية. وفي مساء اليوم انتقلت العمليات إلى ريفها والقرى المحيطة بها، فحوصرت قرى الجانودية وبكسريا وأرملة، ثمَّ عادت مُجدداً في صباح السبت 18 يونيو عندما اقتحم الجيش بلدة بداما الحدودية وبدأ بقصفها بالدبابات، فسقط العديد من القتلى والجرحى، ولاحقاً انضمت إليها قرية حارين. وفي يوم الأحد 19 يونيو حاصرَ الجيش قريتي خربة الجوز ومحمبل بدورهما وبدأ عملياته العسكرية فيهما. هدأ الوضع بعد هذا في جبل الزاوية لثلاثة أيام، طوال الإثنين والثلاثاء والأربعاء، لكن في صباح الخميس 23 يونيو بدأت حمل عنيفة أخرى على قرية خربة الجوز، كما شُن هجوم جديد على بلدة بداما. انضمت لاحقاً قرية كورين إلى القرى المحاصرة في يوم «جمعة سقوط الشرعية» 24 يونيو، ثم الناجية في السبت 25 يونيو، والتي شهدت أيضاً عمليات عسكرية في يوم الأحد 26 يونيو.
ومعَ هذا الاقتراب الشديد للجيش من الحدود التركية، فقد نزحَ أكثر من 1,500 شخص من السكان نحو تركيا في يوم الخميس 23 يونيو وحده خشية العمليات، وبالجمل تجاوز عدد اللاجئين 11,700 بحلول يوم الجمعة. ومعَ اقتراب الجيش السوري لمسافة لا تتجاوز بضعة عشرات أو مئات من الأمتار من الحدود التركية في بعض المناطق، قام عددٌ من كبار المسؤولين العسكريين والاستخباراتيين والسياسيين الأتراك بعقد اجتماع لمُناقشة الموضوع، والسيناريوهات المُحتملة في حال حاول الجيش السوري منع اللاجئين بالقوة من الهرب إلى تركيا، كما استدعت تركيا السفير السوري لديها وأبلغته استيائها من تطورات الأحداث الأخيرة.

### اجتياح جبل الزاوية
(28 يونيو - 7 يوليو)
في يوم الأربعاء 29 يونيو شنَّ الجيش السوري عمليات واسعة في قرى منطقة جبل الزاوية أودت بحياة ما لا يَقل عن 16 شخصاً، وتركزت في قرى منها الرامي وأورم الجوز والبارة وسرجة، الواقعة عندَ مدخل الجبل الشمالي. وفي يوم الخميس 30 يونيو اجتاحت حوالي 60 دبابو 100 ناقلة جُند قريتي كفرنبل وكنصفرة الواقعتين في الجزء الجنوبي من جبل الزاوية وغرب مدينة معرة النعمان، كما استمرَّت العمليات في قرى الجبل الشمالية، وانتهى ذلك اليوم بمقتل مدنيَّين في البارة وواحد في بنين. في يوم الجمعة 1 يوليو تعرَّض الجزء الشمالي من بلدة البارة الواقعة شرق جبل الزاوية إلى قصف بالمدفعية بعد أن حاصرها الجيش بقواته السعكرية وقطع عنها الكهرباء والماء والاتصالات منذ الخميس الماضي، وأدَّى سُقوط إحدى القذائف في مدجنة بالبلدة إلى وفاة أم وابنتها. وقد حاولَ أهالي بلدة كفرنبل المُجاورة الزحف إليها لكسر الحصار عنها، لكن الجيش منعهم من الدخول. وقد جعلَ الجيش من بلدة البارة قاعدة تمركز له، فأصبح يَتحرك منها لقصف البلدات المُجاورة ثمَّ يعود إليها مُجدداً. وبالمُجمل سقطَ 13 قتيلاً برصاص الأمن في محافظة إدلب يوم الجمعة.
شهدت بلدة البارة صباح السبت 2 يوليو حملة اعتقالات واسعة بعد أن اقتحمتها 20 سيارة أمنية مزودة برشاشات، واعتقلَ خلال ذلك العشرات بينهم إمام الجامع الكبيرة في البلدة، كما اعتقل 18 شخصاً آخرون في اليوم ذاته ببلدة إحسم التي تقع شمال البارة بقليل. امتدَّت الحملة العسكرية في يوم الأحد 3 يوليو إلى بلدة كفرومة الواقعة جنوب جبل الزاوية وغرب مدينة معرة النعمان، فاجتاحتها 100 آلية عسكرية ما بين دبابات وناقلات جُند وسطَ إطلاق النار تسبب بوقوع 8 إصابات بين المدنيين، كما وصلت قوات الجيش إلى مشارف بلدة كفرنبل القريبة منها وجاءت تعزيزات إضافية إلى معرة النعمان نفسها، وجرت حملات اعتقالات عشوائية في مُختلفة أنحاء جبل الزاوية يوم الأحد. وفي بلدة البارة، دمر الجيش منازل عدد من الناشطين واعتقلَ أهالي آخرين منهم، وذلك للضغط عليهم لتسليم أنفسهم.
اقتحمَ الجيش أيضاً عدة قرى في جبل الزاوية في الإثنين 4 يوليو منها حاس وكفرومة وأطراف كفرنبل، وجرى لاحقاً إطلاق نار في الأحياء الغربية من كفرومة متسبباً بسقوط 8 جرحى. وقد بدأ لاجئو تركيا إضراباً مفتوحاً عن الطعام في اليوم ذاته حتى تحسين ظروف مخيَّماتهم، كما نزحت أعداد جديدة من أهالي ريف إدلب نحوَ تركيا بسبب العمليَّات العسكريَّة التي عادت إلى المنطقة وفق سكان محليين، بالإضافة إلى أن انشقاقات جديدة حدثت في صفوف الجيش بالمنطقة وهربَ عساكر منها إلى تركيا. وفي اليوم التالي اقتحمَ الجيش أيضاً بلدة كفرنبل وانتشر في طرقاتها، كما انتشرَ القناصة على أبنيتها. ومن جهة أخرى، أعلنَ خلال اليوم ضابطان أحدهما برتبة عقيد والآخر رقيب أول انشقاقهما عن الجيش السوري بعدَ هربهما إلى تركيا.
دخلَ الجيش السوري في يوم الأربعاء 6 تموز عدَّة قرى جديدة في جبل الزاوية لتنفيذ عمليَّات عسكريَّة فيها، ومنها كنصفرة التي تمركز في إحدى مدارسها لشن الاعتقالات بالإضافة إلى كفر عويد التي شهدت إطلاق نار أيضاً (وكنصفرة وكفرعويد هُما بلدتان متجاورتان في جنوب غربي جبل الزاوية)، فضلاً عن اعتقال أكثر من 60 شخصاً آخرين في بلدتي كفرنبل وإحسم. وقد تمدَّدت الحملة العسكرية كثيراً في منطقة جبل الزاوية باليوم التالي، حيث فرض حظر تجوال في مختلف مناطقه، بما في ذلك قرى كنصفرة وكفر عويد وكفرنبل وكفرومة وإحسم.
كما امتدَّت العمليات خلال «جمعة أسرى الحرية» في 15 يوليو لتشمل مدينة إدلب نفسها، إذ أطلق الأمن النار على مُظاهرة حاشدة مُناهضة للنظام وأردى ثلاثة قتلى، وقد تم تشييعهم لاحقاً في مسيرات أخرى تطالب بإسقاط الحكومة. وبالإضافة إلى ذلك جرت حملات اعتقالات واسعة استهدفت العشرات في جبل الزاوية. وفي 23 يوليو تعرَّضت بلدتا سرجة والوريحة في جبل الزاوية لاقتحام وقصف عنيفين، كما شهدت بلدة سرمين عصياناً مدنياً احتجاجاً على القمع.
سقطَ ثلاثة قتلى في محافظة إدلب في يوم «مجزرة هلال رمضان» بتاريخ الأحد 31 يوليو، موزعون كواحد على سراقب وبنش وسرمين.

## أحداث أغسطس وسبتمبر

### أحداث أغسطس
في يوم السبت 6 أغسطس اعتقلت قوات الأمن 5 نساء في مدينة إدلب، مما أثار حفيظة الأهالي، فخرجوا للتظاهر احتجاجاً على ذلك ومُطالبة بالإفراج عنهم، غير أن قوات الأمن أطلقت عليهم النار وقتلت عدة مُتظاهرين. وفي اليوم التالي 7 أغسطس خرجت مظاهرات لتشييع القتلى، لكن قوات الأمن فتحت عليهم النار مُجدداً ومن خلفهم، فأردت 8 منهم قتلى وأكثر من 40 جريحاً، وعندما رأى عناصر الأمن هذه الأحداث الدموية (كما تقول المعارضة) أعلن أكثر من 50 فرداً من قوات حفظ الحكومة انشقاقهم، فأطلق الأمن النار عليهم بدورهم وأردى 10 منهم قتلى. كما اقتحمت مدرَّعات ودبابات صباح الأحد معرة النعمان ونفذت حملة واسعة اعتقلَ خلالها العشرات، ثمَّ سُرعان ما انسحبَ الجيش مُجدداً منها قبيل المساء. وقد اقتُحمت بلدتان في ريف إدلب يوم الثلاثاء 9 أغسطس، هُما بلدتا بنش وسرمين اللتين دخلتهما بالمجمل وفق ناشطين 10 دبابات وآليات عسكرية أخرى تابعة للجيش السوري، مما تسبَّب بنزوح بعض الأهالي، وكانت حصيلة اقتحام مدينة بنش سُقوط 4 قتلى.
في يوم الأربعاء 10 أغسطس أعلنت السلطات السوريَّة رسمياً عن بدء الانسحاب من مدينة إدلب وريفها بعدَ انتهاء مهام الجيش فيها (وكان قد دخلها منذ 4 يونيو الماضي، أي قبل أكثر من شهرين)، كما أفادَ مراسلون لقنوات تلفزيونية - خلال زيارة رسميَّة لهم رتبتها السلطات - بأنهم شاهدوا 30 آلية عسكرية و10 ناقلات جند تنسحب من مدينة أريحا الواقعة في غرب المحافظة. وعلى الرغم من ذلك، فقد اقتُحمت مدينة تفتناز في إدلب بالدبابات يوم الأربعاء خلال عمليَّة سقطَ فيها قتيل بين المدنيين، وبدأت عمليَّات مُشابهة صباح اليوم ذاته في مدينة سرمين تسببت بسقوط قتيل فيها هيَ الأخرى. ولم تتوقَّف الأحداث في اليوم التالي 11 أغسطس، حيثُ شهدَ اقتحاماً بالدبابات والمدرعات لمدينة سراقب في ريف إدلب صباحَ اليوم وسط إطلاق نار عشوائي، وذلك عقب قطع الكهرباء عنها، وبعد الاقتحام قامت قوات الأمن باعتقال حوالي 100 من أهاليها بعد عمليَّات مُداهمات واسعة، وشمل المعتقلون بعض الأطفال.
أدَّى إطلاق النار في يوم الجمعة 12 أغسطس على المتظاهرين بمدينتي بنش وخان شيخون إلى سُقوط قتيل في كل منهما. وقد سقط قتيل آخر في خان شيخون يوم الإثنين 14 أغسطس. وفي 17 أغسطس سقط قتيل جديد برصاص قناصة في قرية إبديتا بريف إدلب. في يوم الخميس 18 أغسطس حدث إطلاق نار عشوائي في مدينة إحسم باستخدام دبابات متمركزة في بلدة دير لوزة المُجاورة، وبقت قوات الجيش والدبابات متمركزة هناك في الصباح، وعندما حلَّ المساء تحركت نحو بلدة إحسم نفسها واقتحمتها.

### أحداث سبتمبر
اقتحمَ الجيش السوري في صباح يوم الجمعة 30 سبتمبر قرية كفرعويد في إدلب بثلاث ناقلات جند كانت قد جاءت من مدينة كفرنبل المجاورة، بينما فرض حصاراً على مداخل معرة النعمان خشية تدفق المتظاهرين إليها من المدن المحيطة بها. كما سقطَ باليوم ذاته قتيل في بلدة كفرومة برصاص الأمن، غير البعيدة عنهما.

## تأسيس الجيش الحر
في يوم السبت 1 أكتوبر أعلنَ 19 جندياً في محافظة إدلب انشقاقهم عن الجيش الحكومة ي. وفي بلدة خان شيخون في جنوب محافظة إدلب سلم الأمن يوم الأحد 2 أكتوبر جثتي مدنيين توفيا تحتَ التعذيب في المعتقلات إلى عائلتهما، وذلك بعدَ أن كانا قد فقدا في وقت سابق. كما خرجت في مدينة جسر الشغور يوم الأربعاء 5 أكتوبر، حيث شيع المتظاهرون مجنداً من أهالي المدينة كان قد قتلَ في درعا قبل أيام لرفضه إطلاق النار على المُتظاهرين السلميين.
نشبت اشباكات عنيفة في يوم الثلاثاء 4 أكتوبر بين الجيش السوري ومنشقين عنه في مثلث بلدات كفرحايا وشنان وسرجة الوَاقع في وسط محافظة إدلب ضمن منطقة جبل الزاوية، وكان سبب وُقوع الاشتباكات هوَ اقتحام اللواء 52 مدرع التابع للجيش السوري لإحدى بلدات المثلث، مما تسبَّب بانشقاق بعض الجنود ودخولهم في اشتباكات معَ الجنود الموالين لنظام بشار الأسد، وانتهى ذلك بسُقوط 3 قتلى من الجيش الموالي وقتيل رابعٍ من المدنيِّين، فانسحاب الجيش الحر.
وبعد ذلك بيومين في 6 أكتوبر، انشقت أعداد كبيرة من الجنود والعسكريِّين عن الجيش السوري في جبل الزاوية يوم الخميس خلال حملة له على قرى في المنطقة، ودخلَ هؤلاء في اشتباكات عنيفة مع قوات الأمن السورية، وكانت نتيجة المعركة وفق المرصد السوري لحقوق الإنسان مقتل 7 من رجال الأمن وإصابة العديد منهم، فيما قتل 5 آخرون ما بين منشقين ومدنيِّين. في يوم الجمعة 7 أكتوبر نصبَ مسلحون قربَ مدينة جسر الشغور كميناً لأهالي من قرية خربة الجوز، إذ كانوا قد أبلغوا أولئك الأهالي بأنهم منشقون عن الجيش يُريدون مساعدة في الهُروب من البلاد، واتفقوا على مكان للقاء، لكن عند وصول القرويِّين الثلاثة قُنصَ أحدهم واعتقل الآخران. وفي يوم السبت التالي اقتحمَ الجيش مدينة سراقب وشن حملة أمنية فيها، كما دخلَ في اشتباكات عنيفة مع «كتيبة أبي بكر الصديق» من الجيش السوري الحر في مدينة جسر الشغور.